# 安托阿內塔·科斯塔蒂諾娃
安托阿內塔·科斯塔蒂諾娃（1986年1月17日—），舊姓波內娃（Бонева），保加利亞射擊運動員，她代表保加利亞隊參加了日本舉行的2020年夏季奧林匹克運動會，並且在女子10米空氣手槍比賽上獲得銀牌。